# Kelly Gale
Kelly Olivia Gale (Gotenburgo, Suecia, 14 de mayo de 1995), es una modelo sueca-australiana de ascendencia india y aborigen. Kelly es conocida globalmente por su trabajo con Victoria's Secret, con Sports Illustrated Swimsuit Issue, y Playboy. Gale también es reconocida por su participación en el videoclip de la canción "Duele el Corazón" de Enrique Iglesias.

## Primeros años
Gale nació y fue criada en Gotenburgo, Suecia. También vivió en Ghana por dos años y en Australia. Su madre, Gita, nació en Pune, India y fue adoptada por una familia sueca a la edad de 5 años; su padre, Jeff, es un fotógrafo y anteriormente futbolista de Tatura en Victoria, Australia. Tiene dos hermanos menores, Sam y Jamie. 
A la edad 13 años, fue descubierta por un agente enfrente de un café en Gotenburgo. Al año siguiente comenzó a modelar. Uno de sus primeros trabajos como modelo fue para H&M.

## Carrera

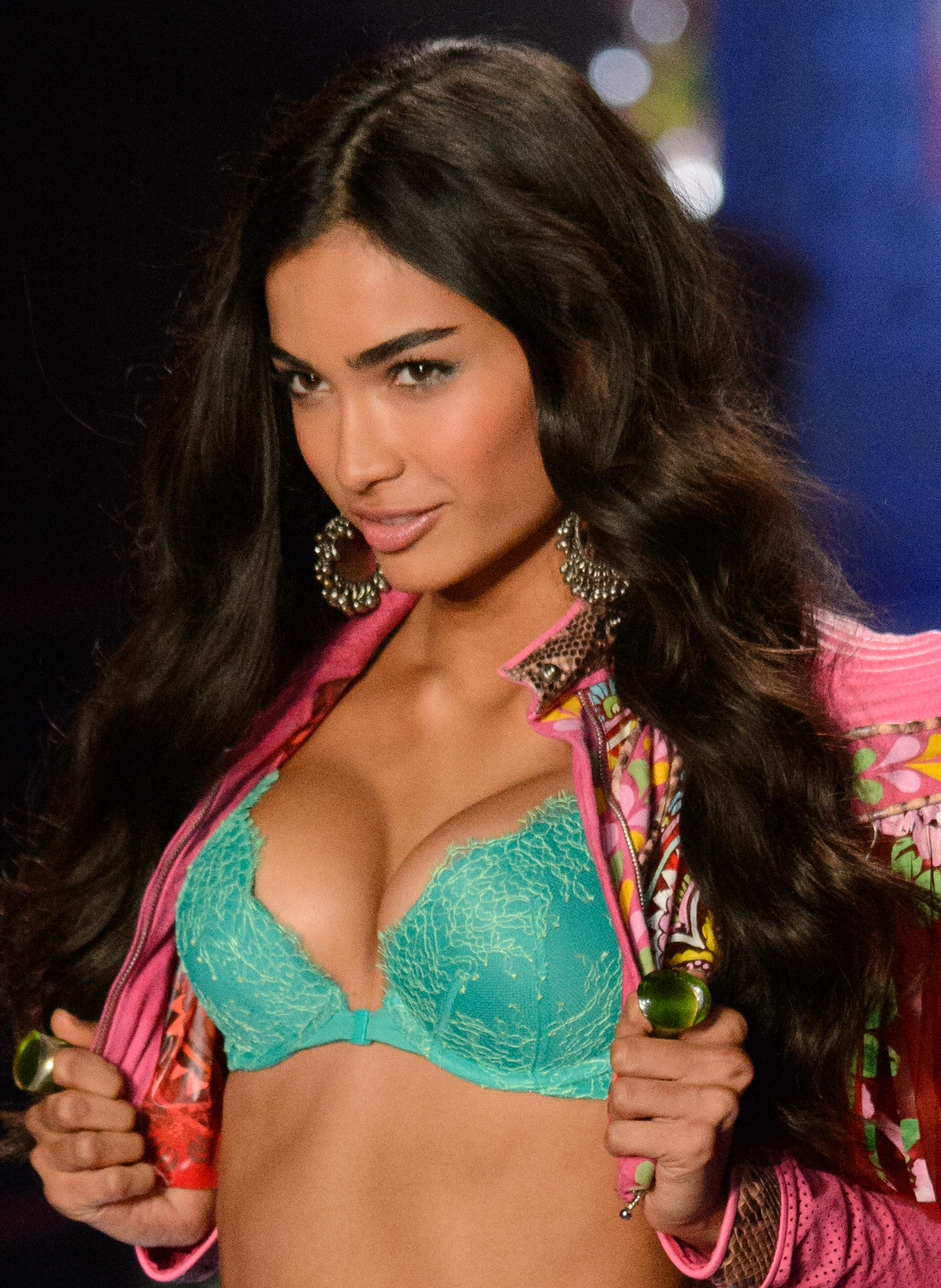
Kelly Gale en 2014.

Su primer gran evento de moda fue con Chanel en 2012, y en 2013 desfiló en el Victoria's Secret Fashion Show por primera vez, repitiendo en 2014, 2016, 2017 y 2018.
Gale ha figurado en anuncios y catálogos de H&M y H-I-G-H. Ha desfilado para Azzedine Alaia, Chanel, Monique Lhuillier, Tommy Hilfiger, Band of Outsiders, Narciso Rodriguez, Badgley Mischka, Vivienne Tam, Ralph Lauren, Christopher Kane, Reem Acra, Tom Ford, Jean Paul Gaultier, John Galliano, Academy of Arts, Diane von Fürstenberg, Nanette Lepore, L'Wren Scott, Thomas Tait, Houghton, Rag & Bone y Victoria's Secret.
Ha aparecido en la portada de French Revue des Modes, y en las editoriales de Teen Vogue, Vogue Italia, Elle, Vogue India y Lucky.
En 2016, Gale apareció Playboy Playmate en el mes de septiembre.

## Vida personal
En enero de 2021 anunció su compromiso con Joel Kinnaman.